# آرتور برومهال
آرتور برومهال (انگلیسی: Arthur Broomhall؛ زادهٔ 1860) بازیکن فوتبال اهل بریتانیا است.
از باشگاه‌هایی که در آن بازی کرده‌است می‌توان به باشگاه فوتبال استوک سیتی و باشگاه فوتبال پورت ویل اشاره کرد.